# Gruppo Leister
Il gruppo Leister con sede a Kägiswil, Canton Obvaldo, in Svizzera, è un produttore di saldatrici per materiali plastici, componenti per calore di processo, sistemi laser, sensori gas e micro ottica. Il gruppo opera a livello mondiale, in oltre 100 paesi.

## Storia
Il primo prodotto fu l'aspirapolvere portatile Leister FIX W200. Alcuni anni più tardi, Karl Leister inventò il Leister KOMBI, un apparecchio per la saldatura ad aria calda dei materiali termoplastici e fondò il primo stabilimento a Solingen.
La rete di vendita venne ampliata in modo costante a partire dal 1953. Nel 1963 venne inaugurata la prima filiale a Kägiswil con quattro collaboratori. Poco dopo venne sviluppata la linea di prodotti Process Heat che comprende riscaldatori ad aria e soffianti. La sede di allora venne ingrandita. Nel 1977 tutte le attività dell'impresa vennero trasferite in Svizzera. Nel 1979 seguì la creazione di una produzione propria di motori.
Leister incrementò la produttività e creò una rete di vendita mondiale. Negli anni '80 del secolo scorso, Leister era già attiva in Europa, Asia e America Latina.
Successivamente alla scomparsa di Karl Leister, sua moglie, Christiane Leister, assunse la gestione aziendale della Leister Process Technologies nel 1993. Negli anni '90 ebbe inizio l'espansione dell'azienda in altri settori. Venne introdotta una linea di prodotti per sistemi laser e venne inserita l'attività del settore di sensori gas e micro ottica. Quest'ultima venne in seguito scorporata nella filiale Axetris, per la quale venne creata una clean room nel 1999.
Nel 2008 la sede principale venne trasferita in Via Galileo, a Kägiswil.
Nel 2011 le imprese individuali Leister Process Technologies (con i settori Leister e Axetris) e le imprese estere di Leister vennero riunite in una struttura del gruppo. La holding del nuovo gruppo Leister è la Leister AG.
Nel 2014 venne acquisita la Seamtek LLC, USA per consolidare il mercato della saldatura delle pellicole. Mentre prima Leister proponeva esclusivamente un assortimento di apparecchi per saldatura automatici, con Seamtek entra nel mondo delle saldatrici stazionarie.

## Organizzazione e dati aziendali
Dal 2011 Leister AG è la holding del gruppo Leister con sede in Svizzera, a Kägiswil, nel Canton Obvaldo. Fanno parte del gruppo le seguenti imprese:
- Leister Technologies AG
- Axetris AG
- Ascent GmbH
- Leister Technologies LLC USA
- Leister Technologies Benelux B.V.
- Leister Technologies Deutschland GmbH
- Leister Technologies Italia srl.
- Leister Technologies China Ltd.
- Leister Technologies India Pvt Ltd.
- Leister Technologies KK Japan

Le divisioni svizzere operano principalmente nella ricerca e nella produzione. La Leister Technologies AG, con i suoi settori Plastic Welding, Process Heat (dal 1967) e Laser Plastic Welding (dal 1998), costituisce il nucleo originale dell'impresa. Produce apparecchi per la saldatura di materiali termoplastici, moduli ad aria calda per calore di processo industriale e impianti per la Laser Plastic Welding.
Ad essa si aggiunge l'Axetris AG, attiva nel settore dei sensori gas e della micro ottica. L'inizio dell’attività in questo settore risale al 1998; dal 2011 Axetris è un'impresa autonoma del gruppo. Essa ha sede a Kägiswil. L'Ascent GmbH appartiene a sua volta alle imprese svizzere del gruppo Leister.
Le sette succursali internazionali sono focalizzate sulla vendita dei prodotti Leister e sulla fornitura di servizi. Sono presenti succursali ad Aquisgrana (Germania, dal 1999), Itasca(Stati Uniti d'America, dal 2000), Shanghai (Cina, dal 2004), Chennai (India, dal 2007), Osaka (Giappone, 2011), Houten (Paesi Bassi, dal 2012) e Milano (Italia, dal 2013).

## Riconoscimenti
- 1999 - Nomination European Solar Award
- 2000 - Swiss Technology Award per la saldatura laser con maschera, con una precisione di saldatura di 100 µm
- 2004 - Swiss Technology Award per la saldatura GLOBO laser, contornatura in 3D con pressione di saldatura diretta
- 2013 - Red Dot Design Award per IGNITER BR4 e BM4.
- 2013 - Il Airwell+7, vincitore del Golden Gas Award 2013, basato sul modulo di rilevamento gas LGD F200 di Axetris.
- 2014 - Il gruppo Leister arriva 2º al Prix SVC Zentralschweiz. Il riconoscimento è dovuto principalmente alla forza innovativa della filiale Axetris AG.
- 2015 - Al German Design Award, il soffiante di accensione IGNITER BM4/BR4 si aggiudica la Special Mention nella categoria "Excellent Product Design – Industry, Materials and Health Care" del consiglio tedesco per la contornatura.

## Impegno sociale
La Leister AG è il principale sponsor dell'associazione di lotta svizzera.
Nel 2007 venne costituita la Fondazione Leister. Essa promuove l'arte, la cultura, la formazione e le scienze. La Fondazione collabora con diverse organizzazioni, quali la Fondazione ETHZ, l'EPFL e la Technorama. Vengono sostenuti soprattutto progetti regionali, per es. la serie di concerti ErstKlassik sul Lago di Sarnen.